# NSG Lohwardt/Reckerfeld, Hübsche Grändort, nur Teilfl., mit Erw.
NSG Lohwardt/Reckerfeld, Hübsche Grändort, nur Teilfl., mit Erw. este o arie protejată (arie specială de conservare — SAC, sit de importanță comunitară — SCI) din Germania întinsă pe o suprafață de 121,44 ha, integral pe uscat.

## Localizare
Centrul sitului NSG Lohwardt/Reckerfeld, Hübsche Grändort, nur Teilfl., mit Erw. este situat la coordonatele 51°43′14″N 6°24′58″E / 51.7206°N 6.4161°E.

## Înființare
Situl NSG Lohwardt/Reckerfeld, Hübsche Grändort, nur Teilfl., mit Erw. a fost declarat sit de importanță comunitară în octombrie 2000 pentru a proteja un număr necunoscut de specii din flora spontană și fauna sălbatică aflate în arealul zonei. Situl a fost protejat și ca arie specială de conservare în iulie 2010.

## Biodiversitate
Situată în ecoregiunea atlantică, aria protejată conține 3 habitate naturale: Râuri cu maluri nămoloase cu vegetație de Chenopodion rubri p.p. și Bidention p.p., Fânețe de joasă altitudine (Alopecurus pratensis, Sanguisorba officinalis), Păduri aluvionare cu Alnus glutinosa și Fraxinus excelsior (Alno-Padion, Alnion incanae, Salicion albae).
La baza desemnării sitului se află un număr nedeclarat de specii protejate.